# 伊東寛晃
伊東 寛晃（いとう ひろあき、1968年（昭和43年）1月2日 - ）は、テレビ朝日の元社員。テレビプロデューサー、演出家、映画監督。東京都出身。東京都立国立高等学校、早稲田大学理工学部卒業。

## 来歴
大学卒業後、テレビ朝日に1991年（平成3年）入社。
入社当初は報道局に所属して社会部の記者を務めた時期もあったが、後に編成制作局に所属。山本たかお、藤井智久の元でディレクター・プロデューサーを担当。
2010年（平成23年）、映画作品「宇宙で１番ワガママな星」で監督デビューを果たす。
2012年（平成25年）7月からはゼネラルプロデューサーに昇格し、制作から離れた清水克也GPが担当していた番組を引き継いだ。
2013年（平成26年）11月、フリーの演出家に。

## かつて担当していた番組
レギュラー
- パパパパパフィー（チーフディレクター）
- おネプ!（ディレクター）
- ちゃんネプ（チーフディレクター）
- 銭形金太郎（演出・プロデューサー）
- Gallage Vanguard（演出・プロデューサー）
- 女神のアンテナ（演出・プロデューサー）
- 美味紳助（チーフディレクター）
- Can!ジャニ（演出・プロデューサー）
- 関パニ（ディレクター）
- ストリートファイターズ（プロデューサー）
- ミュージックステーション（演出・ゼネラルプロデューサー、以前はディレクター）
- タモリ倶楽部（プロデューサー）
- 題名のない音楽会（ゼネラルプロデューサー）
- musicる TV（ゼネラルプロデューサー、以前はプロデューサー）
- Break Out（ゼネラルプロデューサー）

特番
- 心に残るニッポンの歌（演出・プロデューサー）
- ミュージックステーションスーパーライブ（演出・プロデューサー、以前はディレクター）
- 島田紳助の想い出オークション（演出・プロデューサー）
- 銭形金太郎 復活SP（演出・ゼネラルプロデューサー、復活特番第2回までは演出・プロデューサー）

## 作品

### 映画
- 「宇宙で1番ワガママな星」監督[1]。（2010年（平成23年））出演　大倉孝二、きたろう、マイケル富岡、ゴリ、佐野和真、田中直樹、PUFFY、大泉洋 ほか
- 「ゴーストライターホテル」監督[1]。（2011年（平成24年））出演　阿部力、坂本真、池田鉄洋、鈴木亜美、世界のナベアツ、ケンドーコバヤシ、カンニング竹山、栗山千明 ほか

### 演劇
- 恋するクランケにキスと包帯を!! -原作・演出。2006年（平成19年）、劇団・代田'Nプラネッツ旗揚げ公演。主演・原田泰造、脚本・上田誠。

## 現在 担当している番組
- ジャニーズJr.の公式YouTubeチャンネルジャニーズJr.チャンネル

## 関連人物
- タモリ
- 島田紳助
- PUFFY
- ネプチューン
- ガレッジセール
- 長島三奈（同期入社）
- 山本たかお